# ZIS-151
De ZIS-151 (Russisch: ЗиС-151) is een militaire vrachtwagen voor algemeen gebruik. Het voertuig is na de Tweede Wereldoorlog van 1947 tot 1958 in grote aantallen gefabriceerd in de Sovjet-Unie. De fabrikant was Zavod Imeni Stalina (ZIS of ZiS), maar in 1956 werd de naam veranderd naar Zavod Imeni Lichatsjova, naar zijn voormalige directeur Ivan Lichatsjov. De vrachtwagen staat daarom ook bekend onder de naam ZIL-151 (ЗиЛ-151).

## Geschiedenis
Tijdens de Tweede Wereldoorlog kreeg het Sovjet leger op grote schaal militaire vrachtwagens onder de bepalingen van de Amerikaanse Leen- en Pachtwet. Na de oorlog ging men op zoek naar een vervanger van eigen fabricaat. De ZIS-151 was de eerste militaire vrachtwagen met aandrijving op alle zes wielen, die de Amerikaanse Studebaker US6 en de ZIS-6 moest vervangen. De eerste modellen hadden, door een gebrek aan staal, nog een houten bestuurderscabine. Vele tienduizenden zijn geproduceerd in diverse uitvoeringen. De vrachtwagen werd ook gebruikt als afvuurinstallatie voor de Katjoesja raketten.
Vanaf 1958 werd de ZIS-151 vervangen door de ZIL-157. Belangrijkste veranderingen van de ZIL-157 was een sterkere motor, een andere gril en de achterwielen kregen één band per as, in plaats van twee bij de ZIS-151.

## Ontwerp

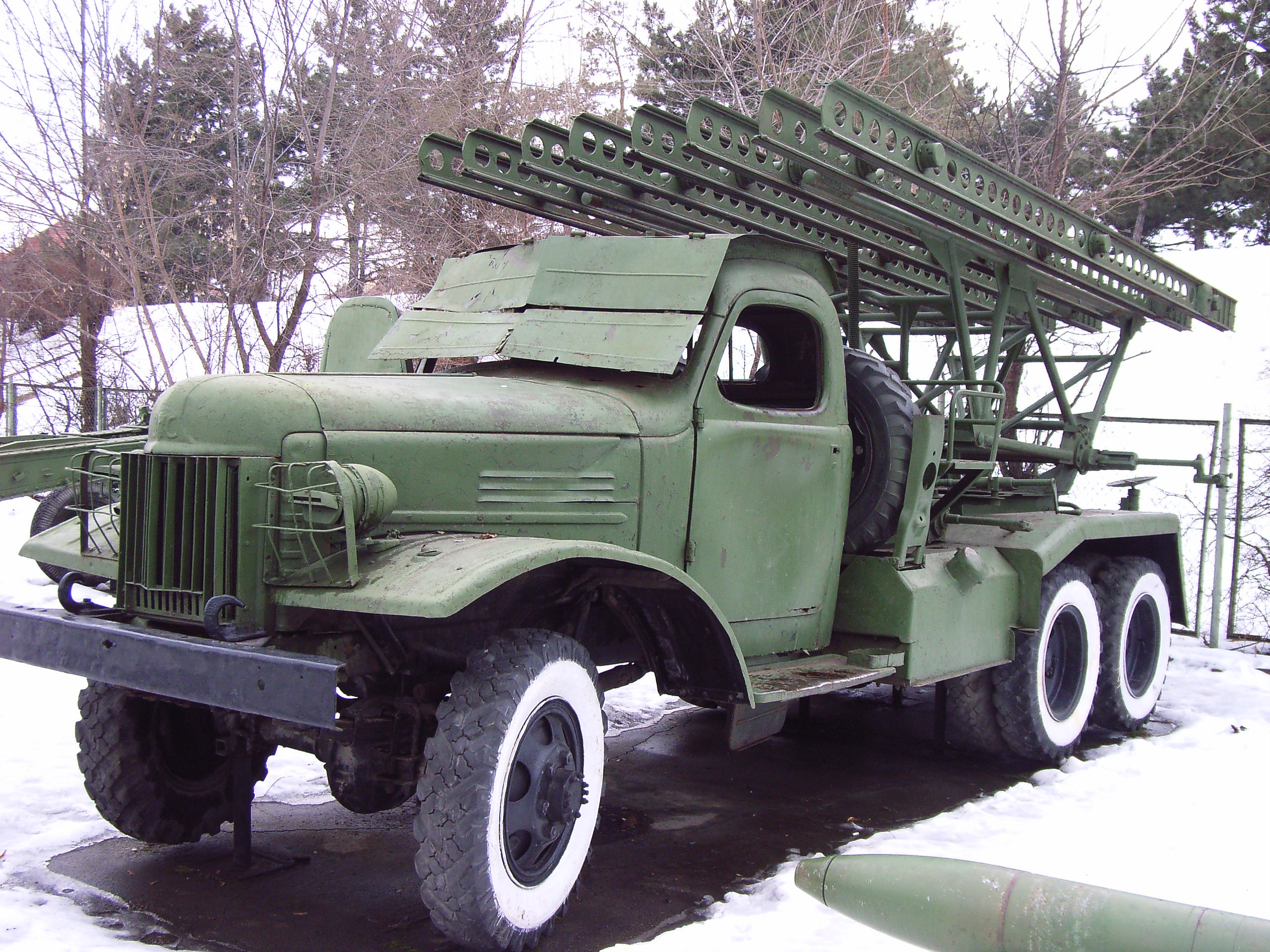
ZIS-151 met raketlanceerinstallatie

Het voertuig had een standaard indeling; voor de bestuurderscabine met motor en achter de laadruimte. De cabine bood ruimte voor een chauffeur en twee passagiers. Het laadvermogen was bepaald op 2,5 ton in het terrein en 4,5 ton op de weg. In beide gevallen kon een aanhangwagen met een totaalgewicht van 3,6 ton worden aangekoppeld.
De ZIS-151 had zes wielen die allemaal werden aangedreven, 6x6. Het voertuig was uitgerust met een ZIS-121, zescilinderbenzinemotor. De cilinderinhoud was 5555 cc voldoende voor een vermogen van 92 pk bij 2600 toeren per minuut. Er waren twee benzinetanks met een inhoud van 150 liter elk. Bij een gemiddeld verbruik van 46 liter per 100 kilometer, gaf dit een totaal bereik van ruim 600 kilometer. De versnellingsbak had vijf versnellingen. Een extra reductiebak was aanwezig. De maximale snelheid op de weg lag op circa 60 km/h.
De ZIS-151 werd op vele plaatsen in het militaire apparaat gebruikt. Het chassis is voor vele speciale doeleinden aangepast, zoals:
- bureauwagen met metalen opbouw
- mobiele werkplaats met metalen opbouw
- verbindingsdienstauto
- compressor wagen
- ontsmettingswagen
- tankauto met een capaciteit van 3500 liter en 4000 liter benzine
- tankauto voor water
- wagen met lanceerinrichting voor diverse raketten
- wagen voor vervoer van pontons
- trekker.

## Speciale versies
Op basis van de ZIS-151 werd ook de BTR-152 pantserwagen en de BAV-485, een amfibievoertuig, ontwikkeld.

## Naslagwerk
- (en)  JANE's Military Vehicles and Ground Support Equipment, 1985, p.414.